# Annie Dhondt
Annie Valérie Jeanne Dhondt (Gent, 4 januari 1942 - Jette, 1 september 2006) was een Belgische malacologe.  Ze
was bekend voor haar fundamenteel onderzoek van de Inoceramidae, een van de belangrijkste molluskengroepen voor de stratigrafie van het Krijt en voor haar studies over de paleobiogeografie van Krijt Mollusken.  Ze werd afdelingshoofd Fossiele Invertebraten aan het Koninklijk Belgisch Instituut voor Natuurwetenschappen.